# Phare de Petit Manan
Le phare de Petit Manan (en anglais : Petit Manan Light) est un phare actif situé sur l'île Petit Manan , dans le comté de Washington (État du Maine).
Il est inscrit au Registre national des lieux historiques depuis le 30 octobre 1987 .

## Histoire
L'île Petit Manan se trouve dans le golfe du Maine. C'est une île protégée National Wildlife Refuge comme zone de nidification d'oiseaux marins comme le macareux moine. L'île n'est pas ouverte au public.
Le premier phare en pierre, a été construit en 1817. La structure actuelle a été construite en 1855 et la maison du gardien en 1875. L'objectif original était un énorme lentille de Fresnel de deuxième ordre qui est maintenant exposée au Maine Lighthouse Museum de Rockland . Étant dans une position très exposée, le phare avait subi des dégâts de tempête. En 1869, une tempête emporte les poids qui font tourner la lentille endommageant l'escalier. En 1887, des tirants en fer ont été installés pour stabiliser le phare. La lumière a été automatisée en 1972, date à laquelle la lentille de Fresnel a été retirée. La lumière a été hors d’usage pendant deux mois en 2001 à cause de dommage sur son câble d’alimentation sous-marin. En conséquence, il a été converti à l'énergie solaire cette même année.
La station de signalisation comprend un phare, une maison de gardien, un hangar à bateaux et d’autres dépendances. L'intérieur de la tour est bordé de briques et d'escaliers en fer. La maison du gardien est une structure à ossature de bois sur deux étages. Les dépendances annexes comprennent un hangar à pluie, un hangar à peinture, un bâtiment pour les générateurs électriques et un hangar à bateaux. Il s’agit du deuxième phare le plus haut du Maine.

## Description
Le phare  est une tour cylindrique en granit, avec une double galerie et une lanterne de 36 m et un diamètre de 6,1 m à sa base. La tour est non peinte et la lanterne est noire. Il émet, à une hauteur focale de 37 m, un éclat blanc par période de 10 secondes. Sa portée est de 19 milles nautiques (environ 35 km).
Il est équipé d'une corne de brume émettant un blast par période de 30 secondes logée dans un bâtiment en brique.
Identifiant : ARLHS : USA-597 ; USCG : 1-1735 - Amirauté : J0034 .
|          |
| Le phare |

|             |
| Petit Manan |

### Lien connexe
- Liste des phares du Maine